# 東京灣景
《東京灣景》是一部日文小說及日本電視劇，原作者是吉田修一，之後被改編成電視劇，由富士電視台在2004年7月5日－9月13日的月九時段（星期一晚間九點）播出，主演為仲間由紀惠。
本劇結合當時日本兩大潮流——「韓流」及「純愛」，並企圖表達出在日韓國人的處境，及日本與韓國長期複雜糾纏的民族情結，戲中也融入了不少的韓國元素（如主題曲及插曲採用韓文歌曲），但也有某些人批評本劇「既不像日劇也不像韓劇」，平均收視率當時創下了富士月九連續劇的新低之一。

## 劇情簡介
在日韓國人木本美香（仲間由紀惠飾）是在出版社工作的美麗女強人，已有一位論及婚嫁的日本醫生男友，但卻因父親堅決反對她與日本人結婚而分手。失戀的美香拿起手機進入她妹妹紀香（Sonim飾）為她註冊的交友網站輸入訊息，卻因此認識了在碼頭工作的業餘書法家和田亮介（和田聰宏飾），一段跨越國界的戀情就此展開......

## 主要演員
- 木本美香 - 女主角，在日韓國人，出版社編輯（仲間由紀惠飾）
- 和田亮介 - 男主角，碼頭工人兼書法家（和田聰宏飾）
- 金優里 - 美香之母，在日韓國人，與亮介之父有過一段苦戀（仲間由紀惠飾）
- 井上弘一 - 美香的青梅竹馬，在日韓國人，家族企業副社長（中村俊介飾）
- 早瀨佳男 - 美香的同事及好友（佐藤隆太飾）
- 山根真理 - 亮介前女友（佐藤江梨子飾）
- 和田健介 - 亮介之父，與美香之母有過一段苦戀（夏八木勳飾）
- 神谷文 - 小說家，全劇最關鍵人物（仲村徹飾）
- 大杉健 - 亮介的同事及好友（哀川翔飾）
- 木本正雄 - 美香之父，在日韓國人，堅持女兒只能和在日韓國人結婚（石坂浩二飾）
- 和田健介（青年時代）- 畫家（川端龍太飾）
- 井上麗子 - 弘一之母（李麗仙飾）
- 木本紀香 - 美香之妹（Sonim飾）
- 小山廣志 - 亮介的同事及好友（速水茂虎道飾）
- 姜 - 美香任職的出版社首爾分公司職員（朴龍河飾；特別出演）

## 製作班底
- 原作：《東京湾景》吉田修一
- 劇本：原夏美
- 配樂：イルマ、高梨康治
- 韓語監修：文惠子
- 美術：柴田慎一郎
- 看護指導：石田喜代美（第8話）
- 造型：金澤由貴子、生井江巳子（最終話）
- 髮型師：鈴木智子、栗田泰臣、坪倉亜由子、鈴木のり子
- 化妝師：野口美香、小林真由、向井マキ、長縄真弓（最終話）
- 視覚效果：江崎公光
- 攝影：増井初明、土田豪介、初瀬康一、西村敏彦、柳沢営造、高野学、藤平香子、松原祐一、遠藤俊洋
- 燈光：花岡正光、田部谷正俊、鈴木敏雄、後藤史兆、中村晋平
- 音效：竹中泰、（最終話のみ）渡部満裕、古舘勢市、尾上啓太
- 影像：藤本伊知郎（第2話）、久米田俊裕（第1回、最終話）、櫻庭武志（最終話）
- 剪輯：山本正明
- 電腦動畫：佐藤康夫
- 片頭製作：富士川祐輔
- 企劃製作：大多亮
- 主題曲：（君さえいれば）（韓文歌曲）
- 插曲：（僕は忘れない）、（自轉車に乘った風景）（韓文歌曲）
- 製作人：栗原美和子、森谷雄（共同電視）
- 導演：村上正典（共同電視）（第1、2、5、7、9回、最終話）、平井秀樹（第3、4、6、10話）、澤田鎌作（第8話）

## 得獎紀錄
- 第42回日劇學院賞 最佳服裝造型 - 仲間由紀惠

## 外部連結
- 東京灣景官方網站（日本） （页面存档备份，存于）

## 作品的變遷
| 日本富士電視台 週一9時               | 日本富士電視台 週一9時                 | 日本富士電視台 週一9時 |
| ------------------------------------ | -------------------------------------- | ---------------------- |
|                                      | 東京灣景 （2004.7.5 - 2004.9.13）      |                        |
| 讓愛看得見 （2004.4.19 - 2004.6.28） | 愛在聖誕節 （2004.10.11 - 2004.12.20） |                        |